# Alcis leucosis
Alcis leucosis là một loài bướm đêm trong họ Geometridae.